# Франческони, Джанкарло
Джанкарло Франческони (итал. Giancarlo Francesconi; 12 августа 1925, Болонья — 8 сентября 2015) — итальянский художник и редактор. Отец Луки Франческони.
В течение четырёх лет изучал медицину, но отказался от врачебной карьеры ради занятий искусством. Учился в Академии изящных искусств в Болонье у Гульельмо Пиццирани и Иларио Росси, затем перебрался в Милан, чтобы продолжить художественное образование в Академии Брера. По мнению художественного критика Ренцо Модести, живопись Франческони была вдохновлена новой реальностью и непринуждённо использовала различные открытия экспериментального и абстрактного искусства.
Наиболее известен благодаря тому, что на рубеже 1960—1970-х гг. возглавлял итальянский еженедельник для дошкольников Corriere dei Piccoli, а в 1972—1975 гг. был первым главным редактором отпочковавшегося от него Corriere dei ragazzi, адресованного младшим школьникам. Основным содержанием издания были комиксы, причём ведущие художники журнала — Франко Бонвичини, Альфредо Кастелли, Даниэле Фагарацци — с удовольствием изображали своего главного редактора как персонажа.